# Disturbance
Disturbance – debiutancki album włoskiej death metalowej grupy Hour of Penance, wydanym przez Xtreem Music 28 kwietnia 2003 roku.

## Lista utworów
1. "Der Zorn Gottes (Intro)" – 00:57
2. "Rise and Oppress" – 03:51
3. "Mystification As Law" – 02:20
4. "From Hate to Suffering" – 04:49
5. "Inhaling Disbelief" – 04:00
6. "N.E.M.A." – 05:23
7. "Spires" – 03:09
8. "Soul Addicted" – 03:08
9. "Dawn of Cerberus" – 02:43
10. "Blood Tribute" – 08:39

## Twórcy
- Mike Viti – śpiew, gitara basowa
- Enrico Schettino – gitara
- Francesco DeHonestis – gitara
- Mauro Mercurio – perkusja